# Gulden bloesemboktor
De gulden bloesemboktor (Grammoptera ustulata) is een keversoort uit de familie van de boktorren (Cerambycidae). De wetenschappelijke naam van de soort werd voor het eerst geldig gepubliceerd in 1783 door Schaller.